# بوکستون (کارولینای شمالی)
بوکستون (به انگلیسی: Buxton) شهری در ایالت کارولینای شمالی کشور ایالات متحده آمریکا است که جمعیت آن در سرشماری سال ۲۰۱۰ میلادی، ۱٬۲۷۳ نفر بوده‌است.